# Prutul de Jos
Rezervația științifică Prutul de Jos este o arie protejată amplasată în cursul de jos al râului Prut, incluzând Lacul Beleu și împrejurimile sale, în sud-vestul Republicii Moldova.

## Descriere
În componența ei intră lacul Beleu și o rețea de bălți care, în ansamblu, formează un ecosistem unic. Rezervația a fost creată la 23 aprilie 1991 în scopul ocrotirii florei și faunei din lacul Beleu și a luncilor inundabile din împrejurimile lui. Suprafața rezervației este de 1691 ha, circa ⅓ din suprafața rezervației este ocupată de apele lacului Beleu, restul teritoriului este prezentat prin vegetația palustră și de luncă inundabilă.
Vegetația, în cea mai mare parte a teritoriului rezervației, este reprezentată de desișurile de trestii și stuf, sălcișuri, precum și de un covor bogat de plante de apă, de luncă inundabilă (papura, pipiriga, nufărul, crinul de apă, răculețul, lintița). În total, aici cresc 193 specii de plante, dintre care sunt incluse în Cartea Roșie a Moldovei: nufărul alb (Nymphaea alba), categoria UICN de raritate – II (specie periclitată), salvinia (Salvinia natans), cornaciul plutitor (Trapa natans). Pădurile de stejar comun preferă sectoarele de luncă cele mai ridicate care foarte rar sunt inundate.
Pe teritoriul rezervației se întâlnesc și specii rare de mamifere: vidra de râu (Lutra lutra), hermelina (Mustera erminea), nurca europeană (Mustela lutreola) ș.a.
Ihtiofauna complexului acvatic este reprezentată de peste 30 de specii de pești: crapul, carasul, plătica, văduvița, avatul, babușca, somonul, șalăul, cosașul ș.a. Specii rare: plătica de Dunăre, bibanul-soare, cega, soretele, mihalțul ș.a.

## Statut de protecție
Conform Legii ariilor protejate din 1998, este o rezervație științifică. A primit acest statut în 1991. La 13 noiembrie 2018, rezervația a fost înscrisă în Rețeaua Mondială UNESCO a Rezervațiilor Biosferei, devenind prima rezervație a biosferei instituită în Republica Moldova.

## Galerie de imagini

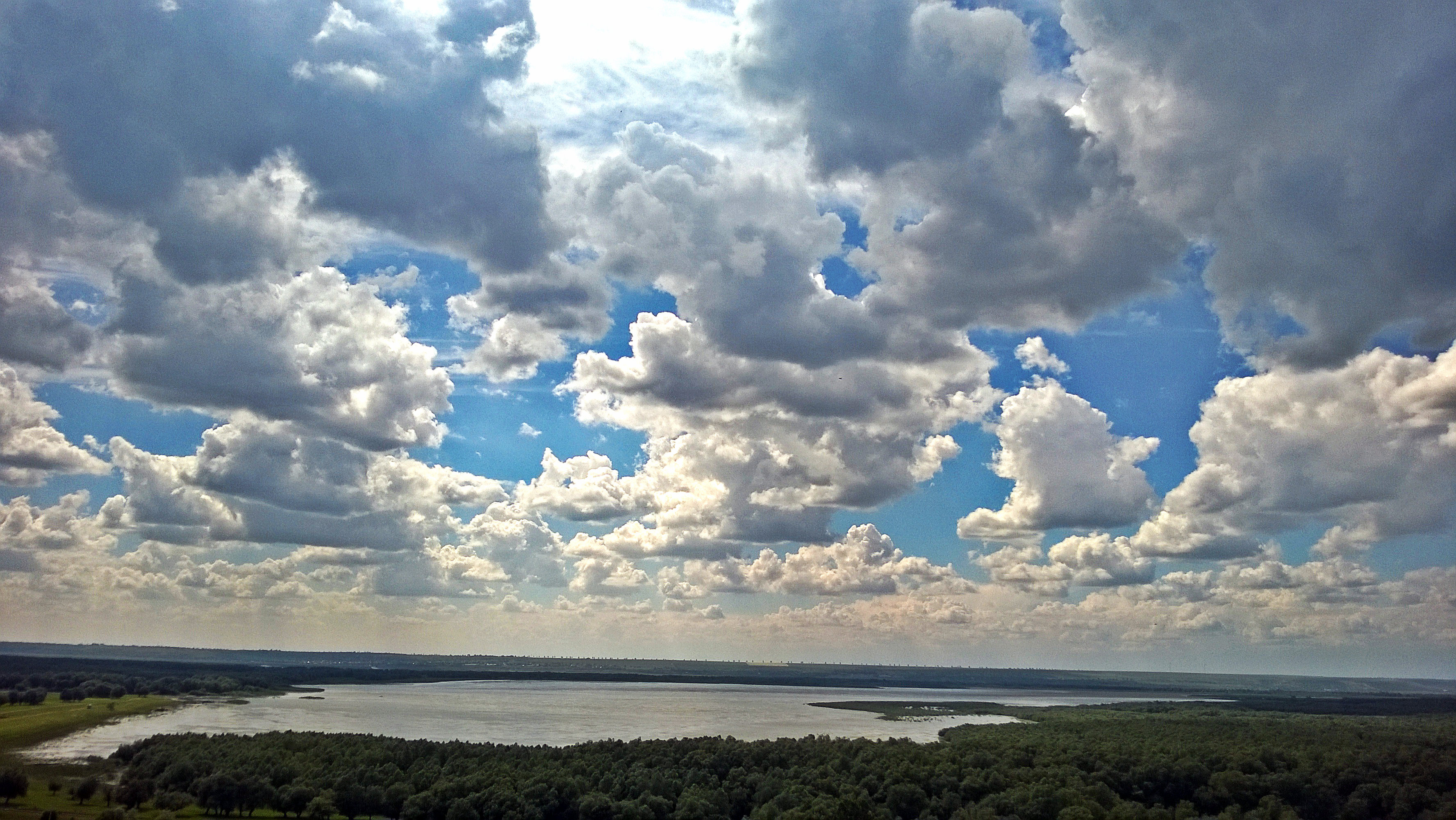
Lacul
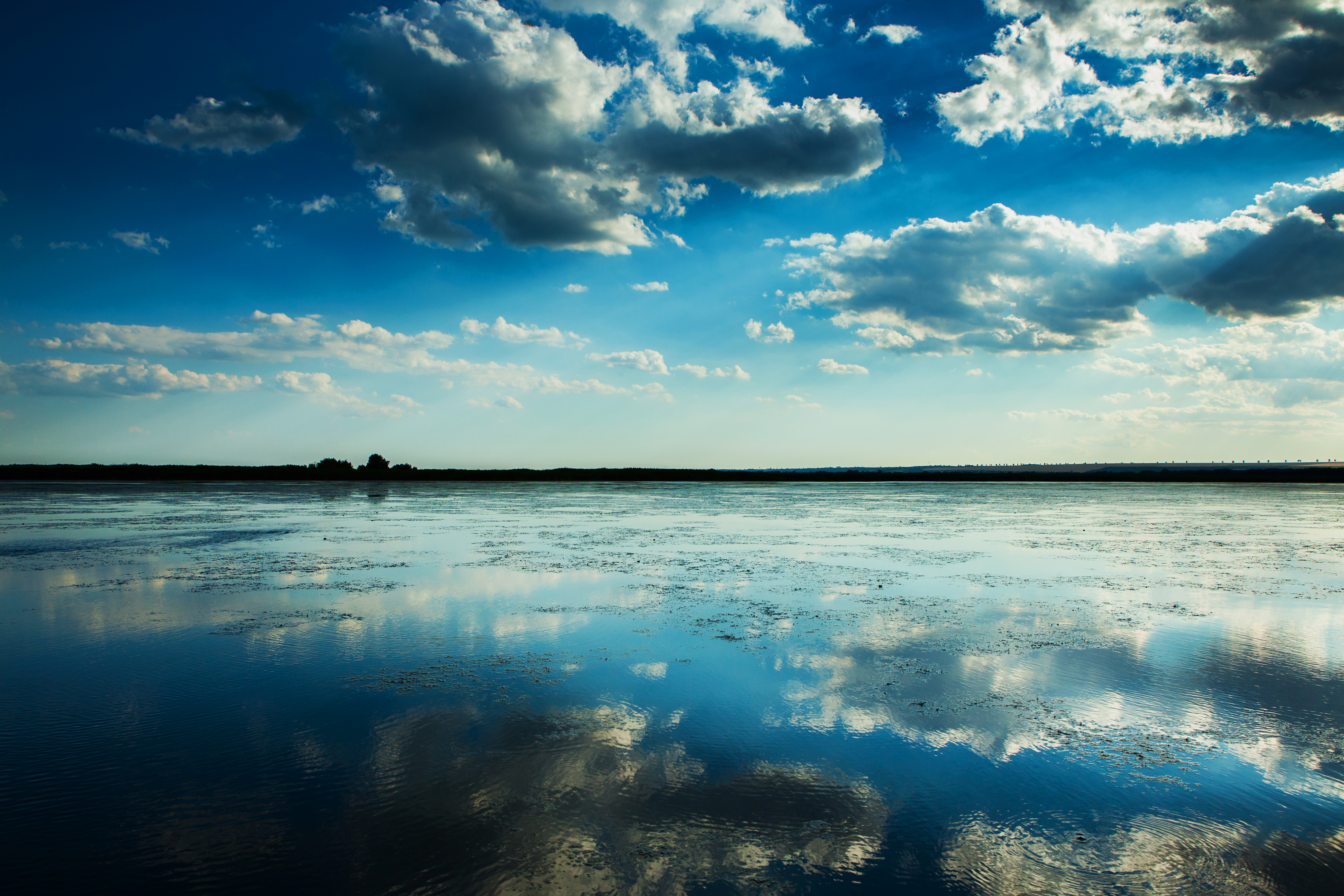
Suprafața lacului
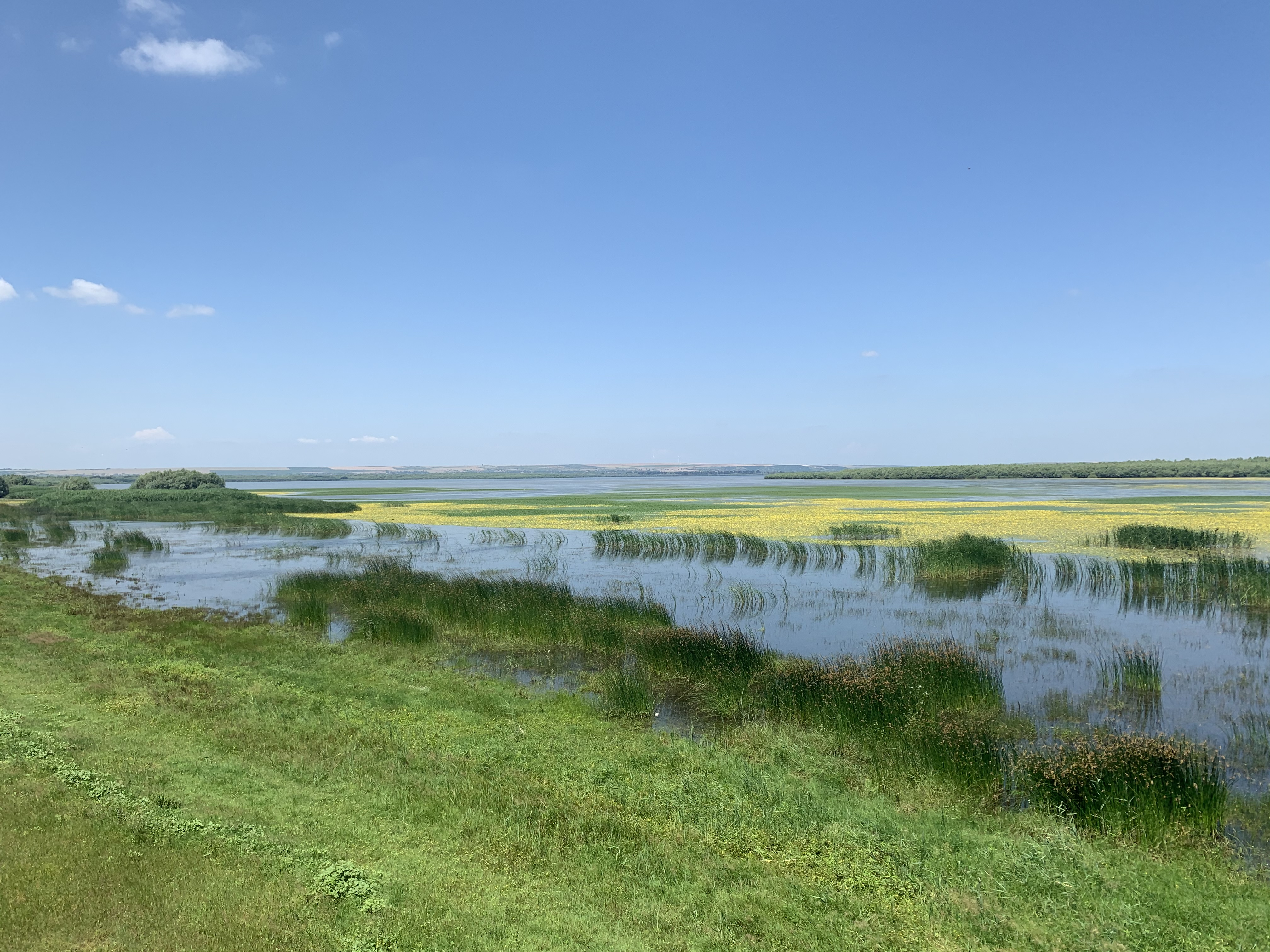
Vegetația de pe malul Beleului
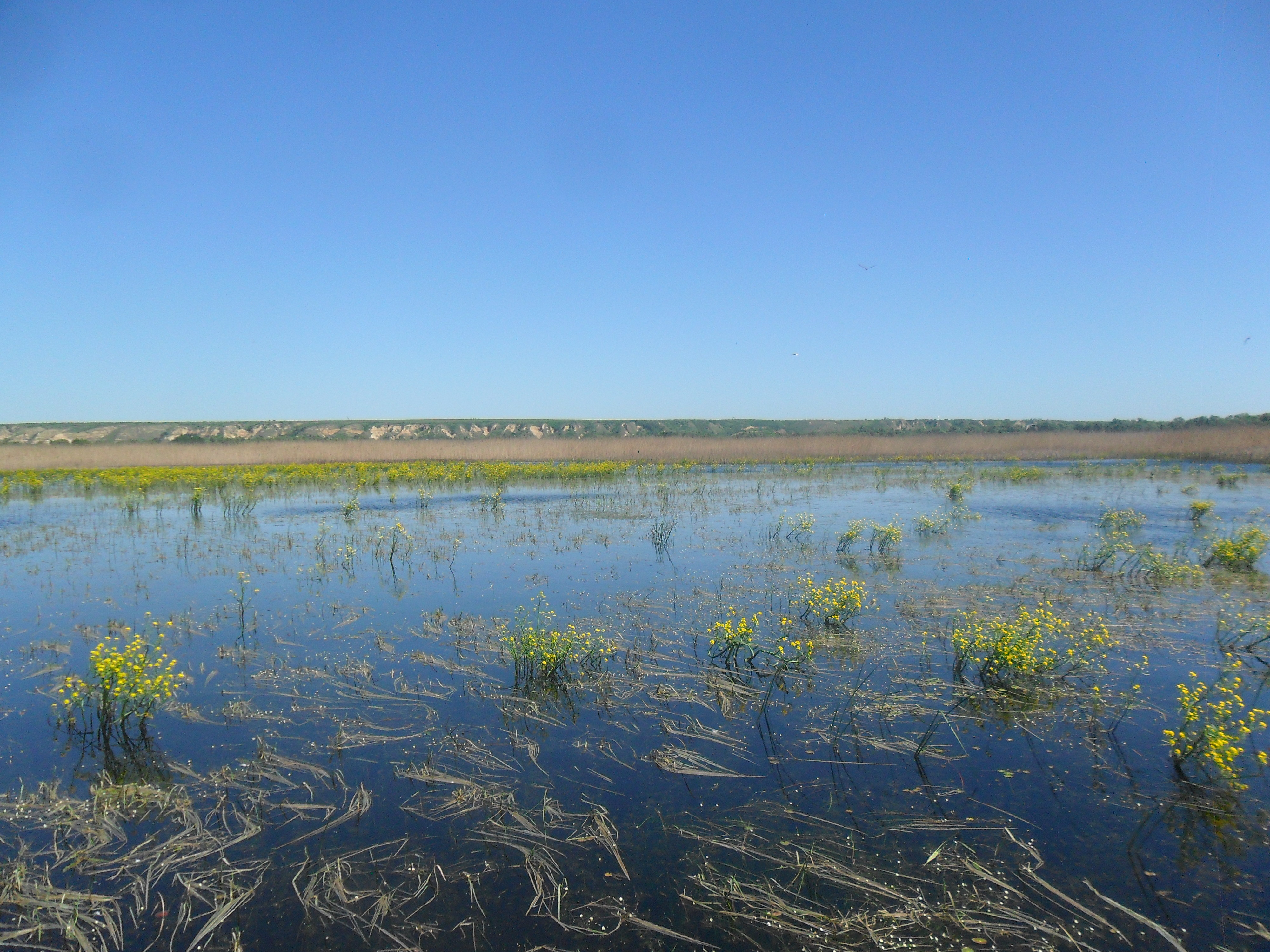
Vegetația acvatică a lacului
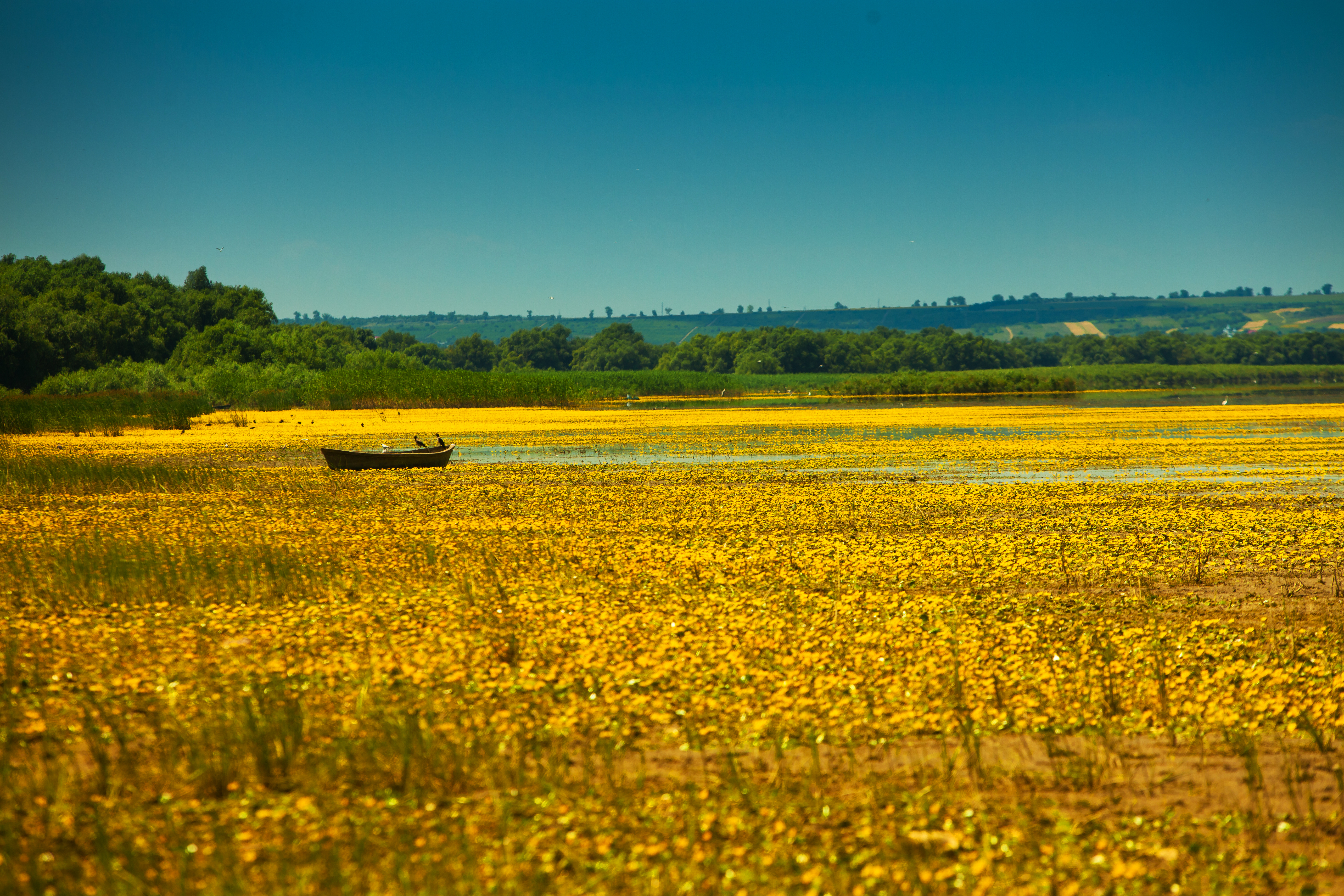
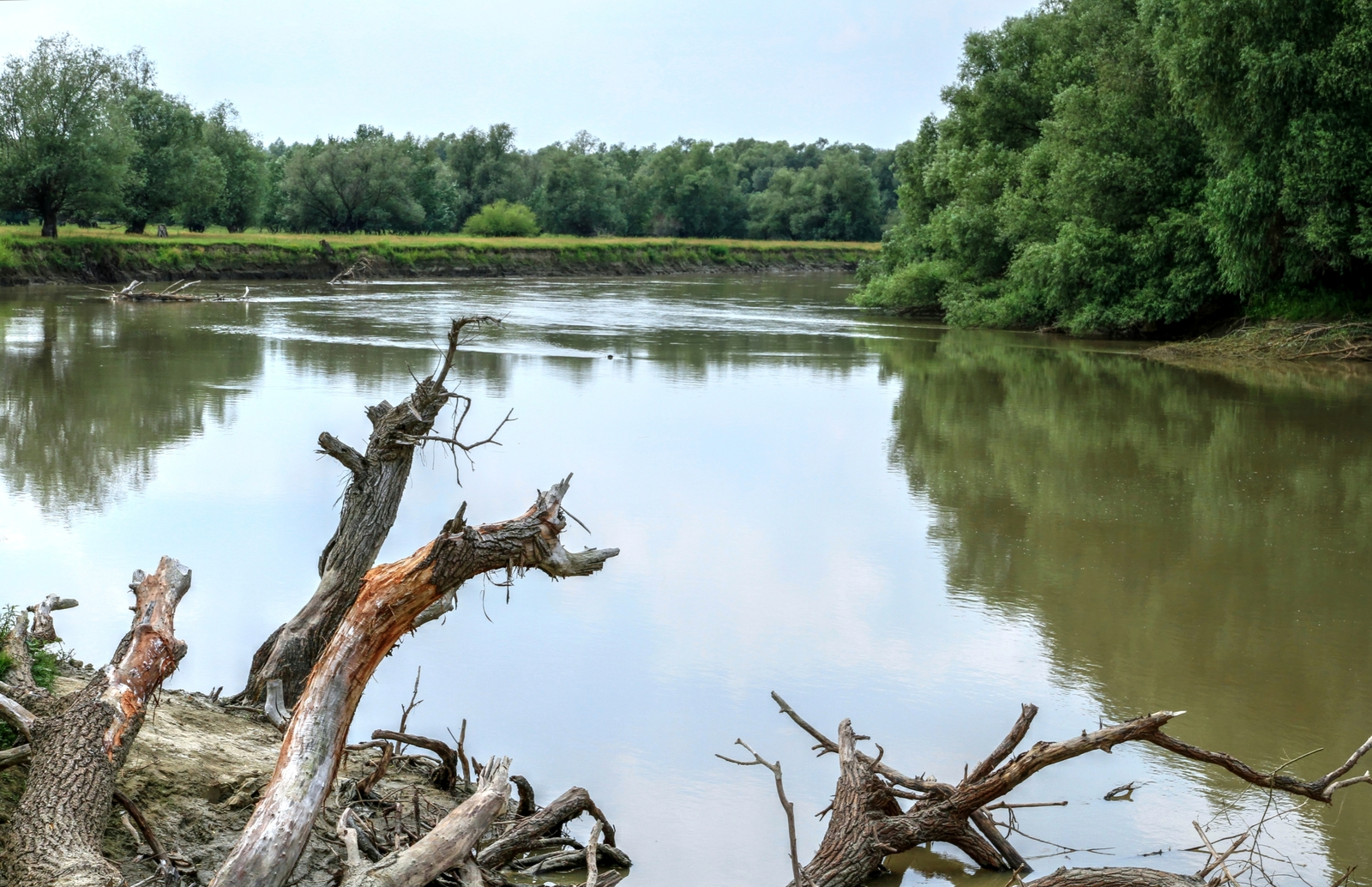
Prutul la Văleni
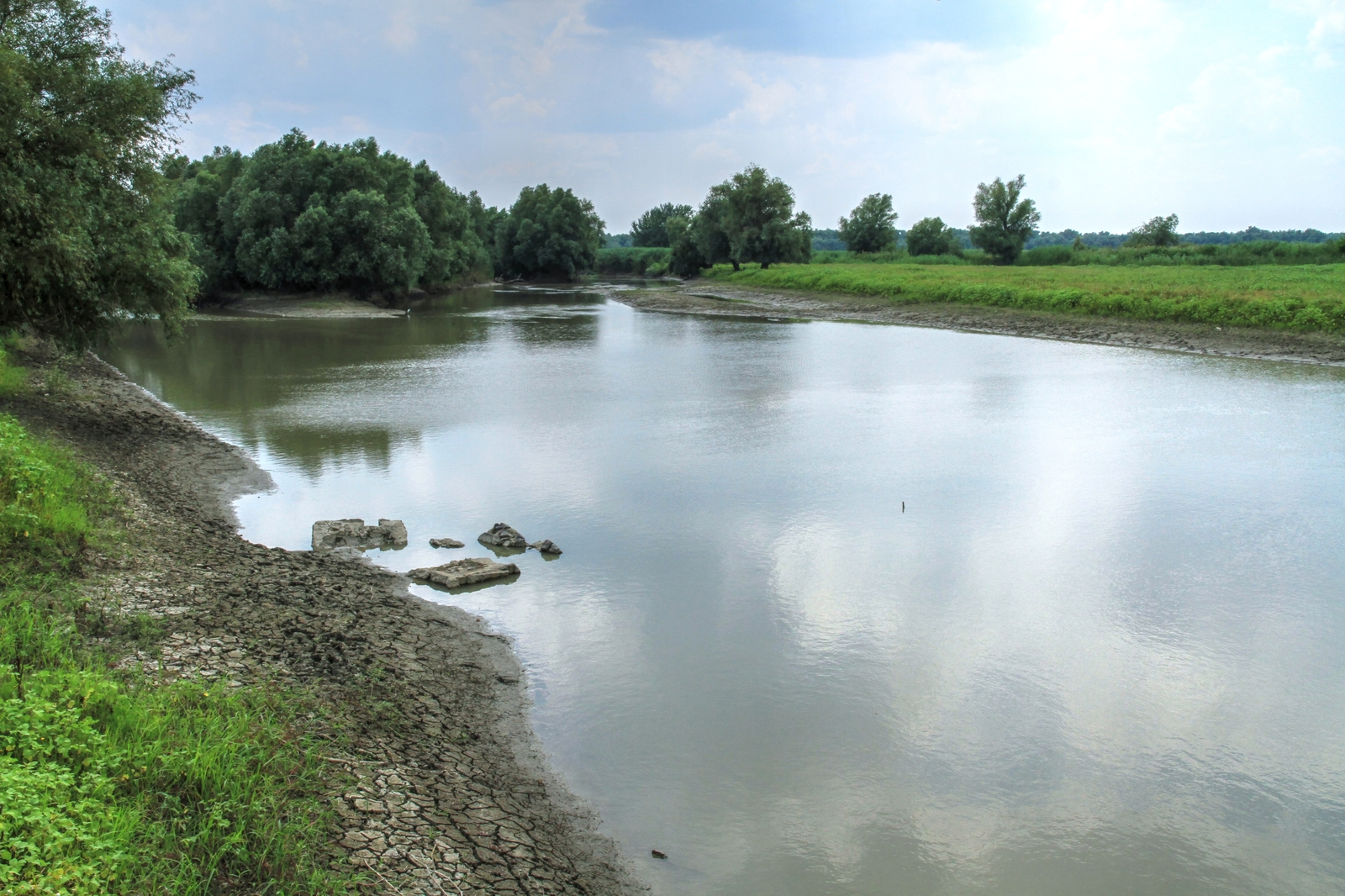
Prutul Vechi, un braț care se formează și dispare pe teritoriul rezervație
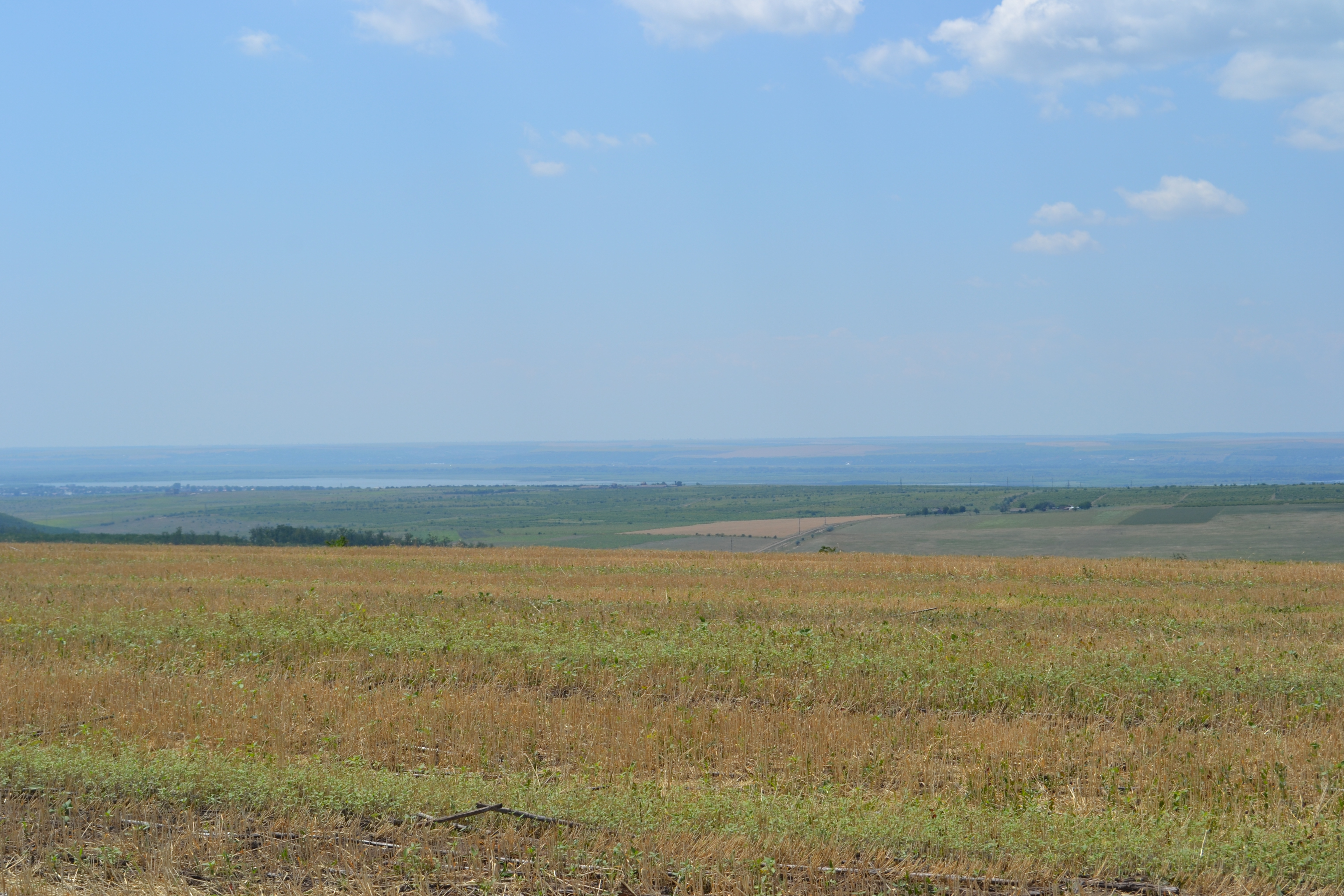
Vedere îndepărtată asupra luncii Prutului de Jos
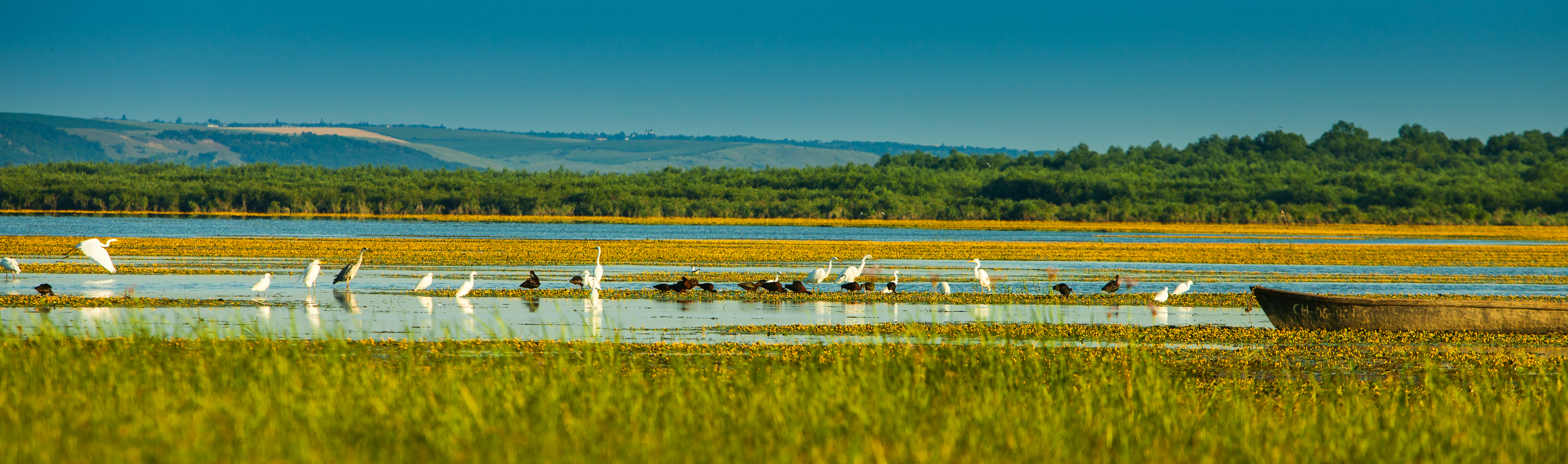
Fauna acvatică
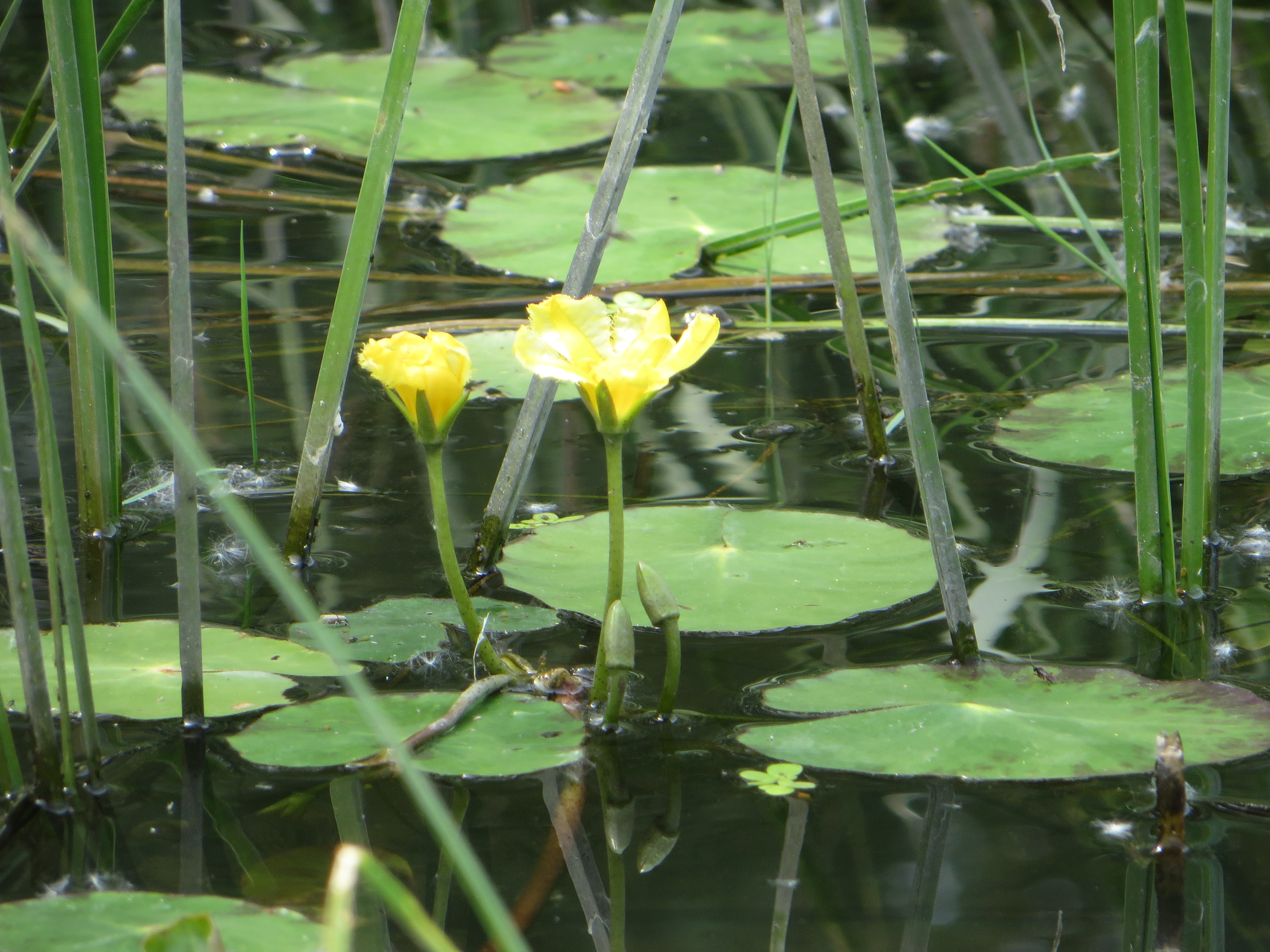
Plutică (Nymphoides peltata)